# Расстрел в Курново
Расстрел в Курново (греч.  Η εκτέλεση στο Κούρνοβο) — расстрел 106  греческих коммунистов и других лиц греческого гражданского населения, совершённый 6 июня 1943 года, во время тройной, германо-итало-болгарской, оккупации Греции, в годы Второй мировой войны. 
Расстрел был ответной мерой на взрыв и уничтожение в туннеле у Курново на горе Отрис железнодорожного состава, совершённый отрядом  Народно-освободительной армии Греции (ЭЛАС) в рамках широкой кампании ("Операция Животные" - Operation Animals – с 1 июня по 11 июля 1943 года) ЭЛАС и других греческих партизанских соединений, британского SOE (Управление специальных операций) и американской авиации, основной целью которой было ввести в заблуждение германское командование о предстоящей союзной высадке в Греции, вместо планировавшейся в действительности высадке в Сицилии.
Один из самых известных массовых расстрелов совершённых итальянскими оккупационными войсками в Греции. 
В действительности расстрел был совершён у кладбища села Агиос Стефанос, но в греческой историографии именуется по старому имени (Курново, до 1957 года) близлежащего к туннелю сегодняшнего села Трилофон.

## Предыстория
В конце мая 1943 года глава британской миссии СЕО в Греции, Eddie Myers, получил задание запросить командование  Народно-освободительной армии Греции (ЭЛАС) и дугих организаций Сопротивления интенсифицировать свою деятельность, чтобы ввести в заблуждение германское командование в том, что союзная высадка в южной Европе планировалась в Греции, а не в Сицилии.
Командование ЭЛАС и других организаций приняли запрос союзного штаба в Каире, и целенаправленно интенсифицировали свои операции в период с начала июня по 14 июля 1943 года: 
- 17 июня отряд партизан из организации ЭДЕС, атаковал итальянскую колонну на шоссе Арта – Яннина.
- 20 июня 5 мостов были взорваны на линии Катерини–Ламия, ещё 4 км железнодорожных путей были разрушены.
- телефонная линия между Козани и городом Сервиа в Западной Македонии была разрушена у Петрана. Немцы усилили гарнизоны в Македонии и отправили сотни жителей на зачистку железных дорог от мин.
- 21 июня колонна 117-й егерской дивизии была атакована сотней партизан ЭЛАС в ущелье Сарантапоро ведущем из Македонии в Фессалию. 11 немцев были убиты, 97 сдались в плен. Мост в Сарантапоро был разрушен, 64 грузовиков были уничтожены.

Генерал А. Лёр в своей телеграмме от 22 июня информировал о систематическом разрушении транспортной сети и связи, ставившей своей целью изолировать юг Греции от остальной страны. 
- 25 июня немцы отбили атаку партизан на мост в Бралос. Саботаж партизан на железнодорожной линии Лептокарья–Литохоро не имел значительного успеха, однако 26 июня греческие партизаны убили Адольфа Эрсфелда ( Adolf Ersfeld ) командира 621-го армейского секретного полицейского подразделения на дороге Салоники–Эдесса. В ответ за смерть Эрсфелда были расстреляны 50 заложников в Салониках.
- 1 июля немецкая I горная дивизия и 2 итальянских полка начали анти-партизанскую операцию, переросшую в карательную операцию. Их экспедиция продлилась до 5 июля, в результате которой были сожжены 16 сёл и убиты 92 жителей.
- 11 июля был взорван мост в 25 км к западу от Ламии, в момент когда по нему проходила колонна грузовиков с 25 тоннами боеприпасов. Немцы ответили расстрелом 13 человек. В тот же день Майерс информировал о сворачивании операции, поскольку высадка в Сицилии началась.

В ходе Операции Animals, Гитлер перебросил в Грецию до 70 тысяч солдат, что подтверждало успех этой союзной англоамериканской и греческой операции.
Но самая громкая операция, по сути до развёртывания Операции Animals, состоялась в ночь с 1 на 2 июня в Средней Греции, в Курново.

## Операция в Курново
Помня о блестящем результате по взрыву стратегического моста Горгопотамоса, совершённого вместе с греческими партизанами в ноябре 1942 года, Майерс решил вновь взорвать этот восстановленный к этому времени мост или, если это не будет возможным, взорвать мост над горной рекой Асопос, примерно на том же участке линии Афины - Салоники. 
Не располагая для этой операции собственными силами и ссылаясь на необходимость получения по воздуху необходимого горнолазного снабжения и верёвок, Мейер обратился к штабу ЭЛАС с просьбой совершить атаку на мост, с тем чтобы получить возможность его взрыва. 
Однако мост охранял немецкий гарнизон в 50 солдат, создавший сеть заграждений и дотов и доступ к нему для атаки был возможен только с двух сторон вдоль линии и на ширину железнодорожного полотна.
Командующий ЭЛАС, С. Сарафис, счёл что атака на мост по железнодорожной линии выкопанной на отвесной скале вдоль её средней высоты, против обороняющихся с подготовленных позиций и дотов, повлечёт неоправданно большое число потерь. 
Сарафис предложил атаковать туннель Курново длиною в 510 метров за станцией Незерос, который вёл к мосту над рекою Асопос. 
Майер снабдил ЭЛАС необходимой для этой операции взрывчаткой. 

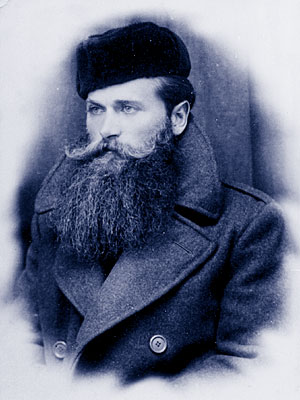
Спирос Бекиос

Ночью 1 июня, группа сапёров ЭЛАС, руководимая «капитаном Ламбросом» ( Спирос Бекиос), сопровождаемай 250 партизанами, взорвала туннель, в момент когда через него проходил состав с боеприпасами и итальянскими солдатами. Погибли до 300 итальянских солдат (Сарафис пищет «сгорели до 600 итальянцев», включая одного генерала) :77. 

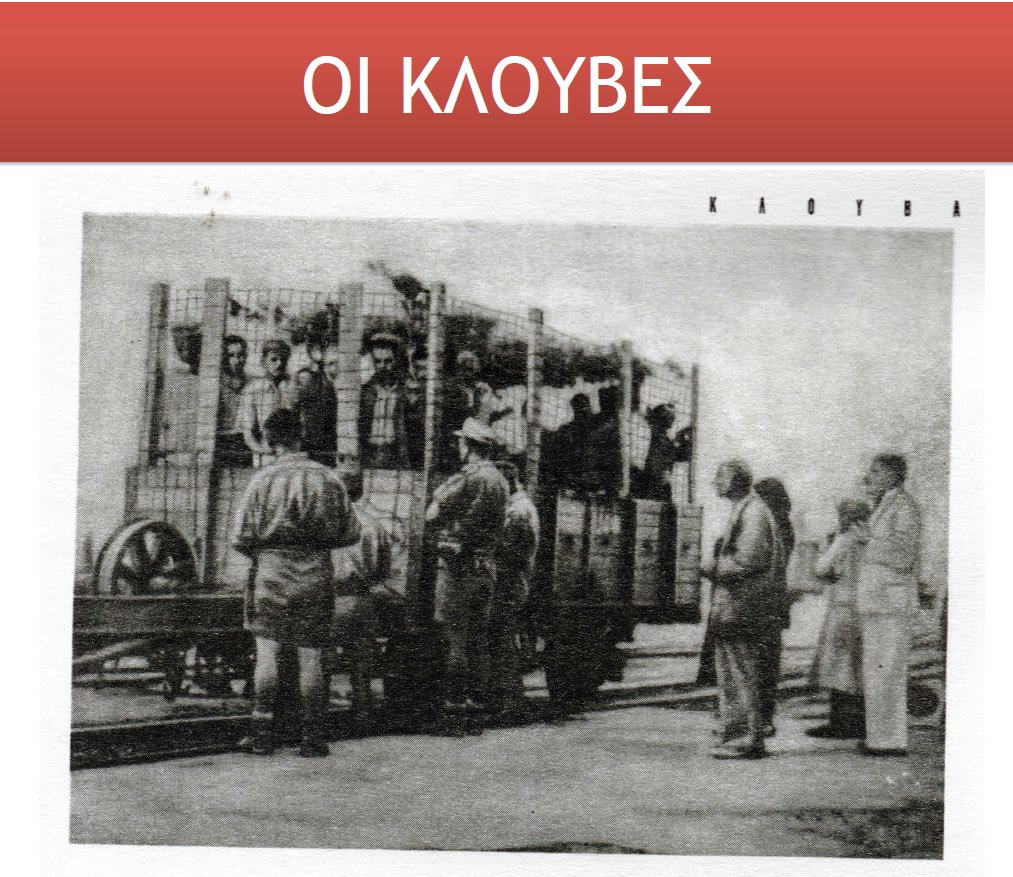
“Клетка”

Кроме того погибли 60 греческих заключённых и смертников «клувитес» (перевозимых в носовом вагоне-клетке, во избежание возможной диверсии) и греческих железнодорожников. 

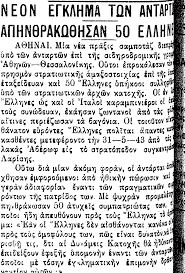
Передовица газеты “Неологос”

Примечательно, что оккупационная газета «Неологос» в городе Патры озаглавила свою передовицу «Новое преступление партизан – 50 греков сожжены», но ограничилась упоминанием о погибших 50 греческих заключённых и «сопровождавших их итальянских карабинеров».

## Концлагерь в Ларисе
Греция была одной из европейских стран, где в годы Второй мировой войны партизанское движение получило широкий размах. 
С началом тройной оккупации Греции, инициативу по развёртыванию широкого движения Сопротивления взяла на себя Коммунистическая партия Греции, создав в сентябре 1941 года Национально-освободительный фронт Греции (ЭАМ), который затем приступил к созданию Народно-освободительной армии Греции (ЭЛАС). 
Железнодорожная и шоссейная сеть этой горной страны постоянно подвергалась атакам партизан ЭЛАС. 
В ответ на действия греческих партизан, обычной практикой оккупационных властей были расстрелы на местах атак и диверсий либо жителей близлежащих населённых пунктов:175, либо заложников из числа политических заключённых тюрем и концлагерей:245. 
Тюрьмы и лагеря выступали здесь в роли «источников крови»/поставщиков заложников смертников. 
Первыми заключёнными этих лагерей стали греческие коммунисты, бывшие заключёнными тюрем ещё до войны и переданные греческой полицией и жандармерией оккупационным властям с началом оккупации страны. 
Самым известным подобным лагерем в Фессалии был концлагерь в Ларисе. 

## Расстрел 106
По получении известия о больших потерях итальянцев в Курново и их намерении расстрелять в отместку большое число заключённых концлагеря Ларисы, представитель Греческого Красного Креста поспешил в лагерь, безуспешно пытаясь убедить итальянцев, что взрыв железнодорожного состава был результатом случайного воспламенения перевозимых боеприпасов:81. 
В лагере в Ларисе сбыл зачитан список 106 смертников. 
До 30 грузовиков с смертниками выехали из лагеря и проехав через половину фессалийской равнины, стали подниматься по горной дороге Отриса. 
Колонна итальянских грузовиков первоначально направлялась к туннелю Курново, но затем развернулась и выгрузила смертников на кладбище деревни Агиос Стефанос. Издание компартии пишет, что «видимо итальянцы не решились приблизиться к туннелю» :81. 
Затаившийся в зарослях подросток Яннис Карадимас, безоружный «резервист ЭЛАС», стал невольным свидетелем расстрела. 
Расставив пулемёты вокруг поляны Ксиниада, итальянцы стали парами выгружать связанных наручниками смертников. 
Более половины смертников были коммунистами, довоенными узниками крепости-тюрьмы Акронафплия и ссыльными на острове Анафи. 
Среди них были и руководящие деятели компартии, такие как Яннис Эфтимиадис, один из учредителей партийной организации в восточномакедонской Кавале, Фотис Теодоропулос, бывший также деятелем профсоюзов, Георгиос Григоратос, бывший также генсеком федерации профсоюзов кожевенной промышленности, Теодорос Лембесис, секретарь партийной организации города Лаврион, Патроклос Ахцивасилис, Яннис Константину, Илиас Дзиндзилонис и др. 
Единственный еврей из смертников (фармацевт из Салоник Адеос Алвертос Асер) также был деятелем компартии и ссыльным с острова Анафи:79. 

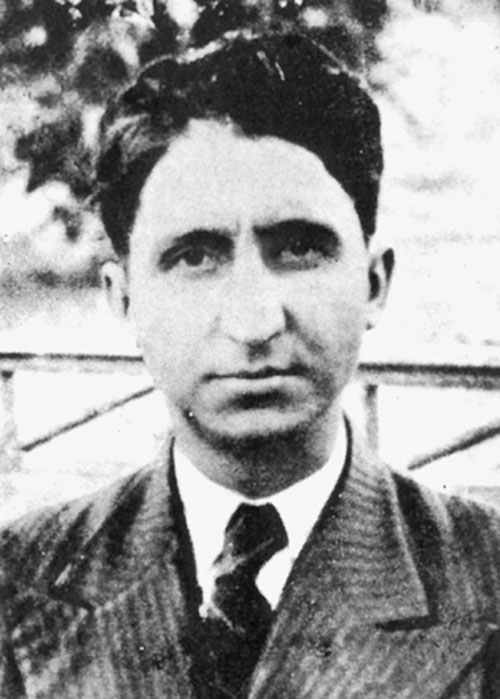
Панделис Пулиопулос

Среди смертников был и бывший генсек компартии, троцкист Панделис Пулиопулос. 
Список смертников был сохранён благодаря медсестре Элени Капари, которая переписала их имена из итальянских архивов. 
Наблюдавший за расстрелом подросток Я. Карадимас пишет, что действия некоторых из смертников первоначально показались ему странными, пока он не понял что они разбивали свои часы. 
Ожидание затянулось на 10 минут, после чего смертники стали петь и танцевать в ритме танца «цамикос»: «Ушли в горы партизаны». 
После чего они перешли на ритм танца «сирто́с» и стали петь и танцевать ставший традицией для греческих смертников Танец Залонго :82:
Рыба не живёт на суше,
и цветы в песках,
эллины не могут
без свободы, в кандалах.
Тем временем П. Пулиопулос обращался к итальянским солдатам с антифашистскими речами.
Эта патриотическая вакханалия была прервана пулемётными очередями. 
Отъезд итальянской колонны был похож на бегство. Брошенные итальянцами трупы были похоронены жителями села в братской могиле. 
Сегодня над братской могилой установлен памятник с именами расстрелянных. 
Много позже, поэт и коммунист Яннис Рицос, в своём посвящении 106 писал: 
Без возгласов и плача
Пусть рассветает святая тишь
На месте этом пали
Святые сто шесть

## Впоследствии

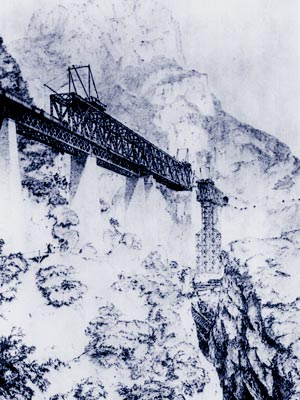
Мост над рекой Асопос

Потери оккупантов в живой силе при взрыве туннеля в Курново были большими, однако через неделю немцам удалось восстановить туннель. 
Тем временем группа SOE в Греции дождалась обещанного снабжения. 
20 июня группа 6 офицеров SOE сумела незаметно от немецкой охраны взобраться по крутому склону и заложить взрывчатку на северном участке моста над рекой Асопос. 
Хотя при взрыве немцы не понесли потерь в живой силе (потери отмечены при последовавшем восстановлении моста), взрыв прервал сообщение между северной и южной Грецией до 28 августа.
Мост был восстановлен немцами, но был вновь взорван ими, при отступлении немецких войск из Греции в октябре 1944 года.